# ケータハムカーズ

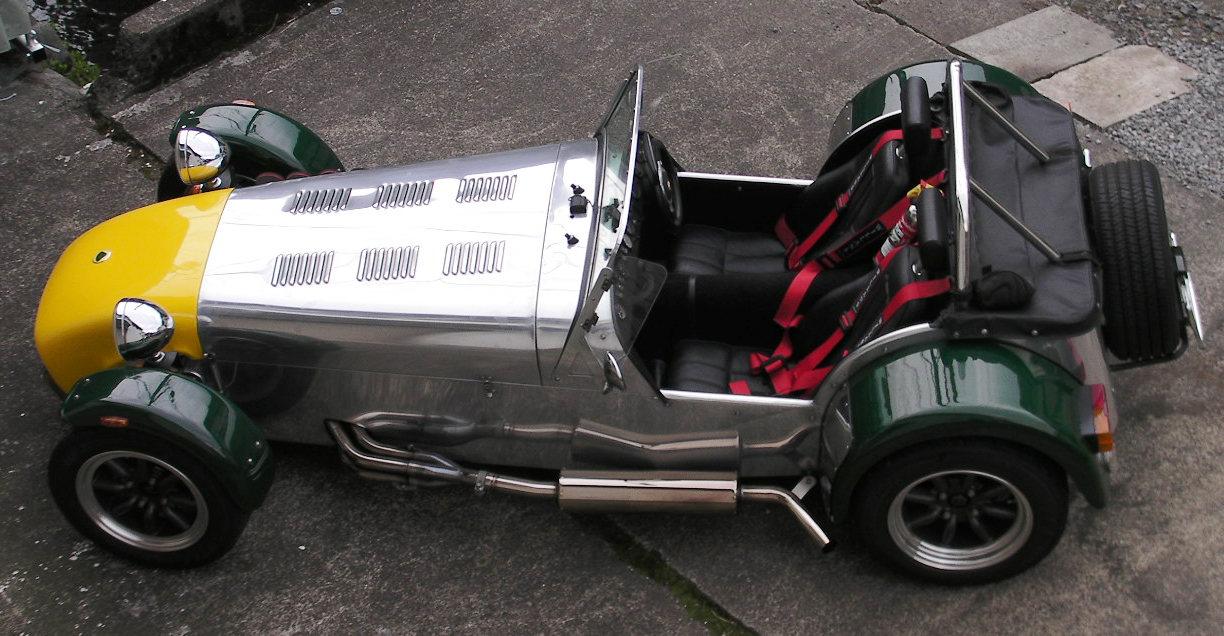
ケータハム・セブンは非常に軽量なスポーツカーであり、その重量はわずか500 - 600kgである

ケータハムカーズ（英語: Caterham Cars）は、イギリスの小規模自動車製造メーカーのひとつ。1973年、サリー州ケイタラムに設立され、ロータス・カーズからロータス・セブンの生産権を引き継ぎ、1960年代から基本構造が変わらないライトウェイトスポーツカー「セブン」シリーズ（通称：スーパーセブン）の生産と販売を行っている。日本のVTホールディングスの100%子会社。

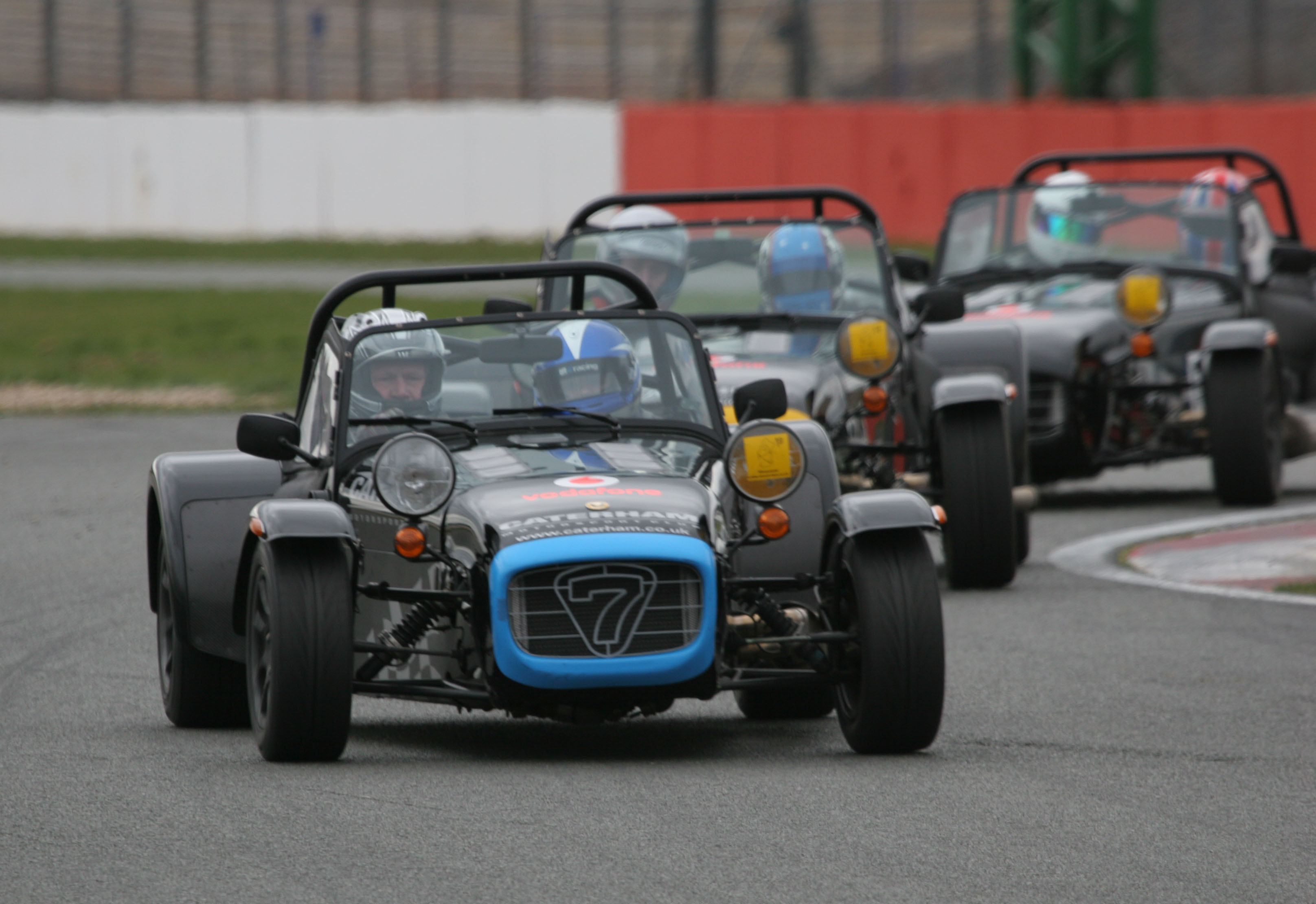
セブンは元々クラブマンレースを楽しむために生まれた車である

日本での名称「ケータハム」は社名の由来となった地名 Caterham /ˈkeɪtərəm/ (ケイタラム) を誤読したことによって広まった表記・呼び名で、本国イギリスはもちろん英語圏で社名・チーム名の h は発音せず「ケーチャラム」と発音する。
しかし、販売当初より輸入代理店では Caterham に「ケータハム」のカナを当てており、こちらが正式な名称として扱われている。

## 概要
後にケータハムカーズの創設者となるグラハム・ニアーン（Graham Nearn）は1959年、ロンドン郊外のケイタラムに、ロータスディーラーを開業し、ロータスの車を販売していた。

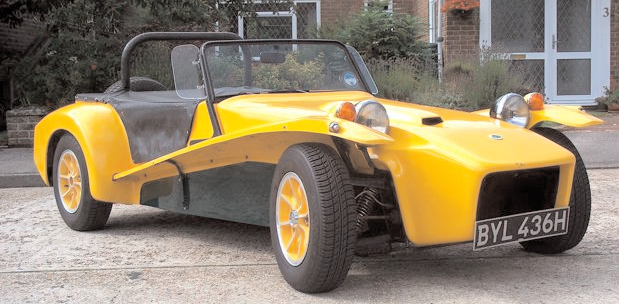
不人気だったシリーズ4

1973年、ロータス・カーズが「ロータス・セブン」の生産中止を決定した際、ロータス・セブンを非常に気に入っていたグラハムは、同車の製造権をロータス・カーズから取得。治具や工具なども同時に購入し、セブンの生産を始めることにした。
当初は、ロータス・セブンの最終モデルであった「シリーズ4」を生産していたが、バギーカー風のスタイルが不評であったこと、旧モデルでクラブマンレーサーの雰囲気を持つ「シリーズ3」を望むマーケットの声が大きかったことを受け、「シリーズ4」は60台程度で販売を中止。以後は「シリーズ3」の生産に切り替えた。これは単なる復刻ではなく、各部の補強と電動ファンやヒーターの追加、使い勝手の向上などが盛り込まれており、ユーザーの支持を得た。シリーズ4の大きなFRPボディ、最新のスペース・フレーム作成はロータス以外では難しく、多くのパーツを社外に注文するケータハムの製造方法ではコストが多額に掛かることもあり、より製造が容易なアルミボディーのシリーズ3の生産は、もともと一介の代理店であったケータハムにとっては、適切な選択であったと云える。
以後、現在に至るまで、エンジンや前後サスペンション等に独自の小変更を加えながら、「ケータハム・セブン」の名で同社の主力製品として生産、販売を続けている。
2005年初頭、グラハムの息子・サイモン（Simon）に引き継がれていたケータハム・カーズは、元ロータスのゼネラルマネージャーであるアンサー・アリ（Ansar Ali）らを中心としたグループにより買収された。その後、新たな経営陣によって従来通り「セブン」の製作が続けられている。

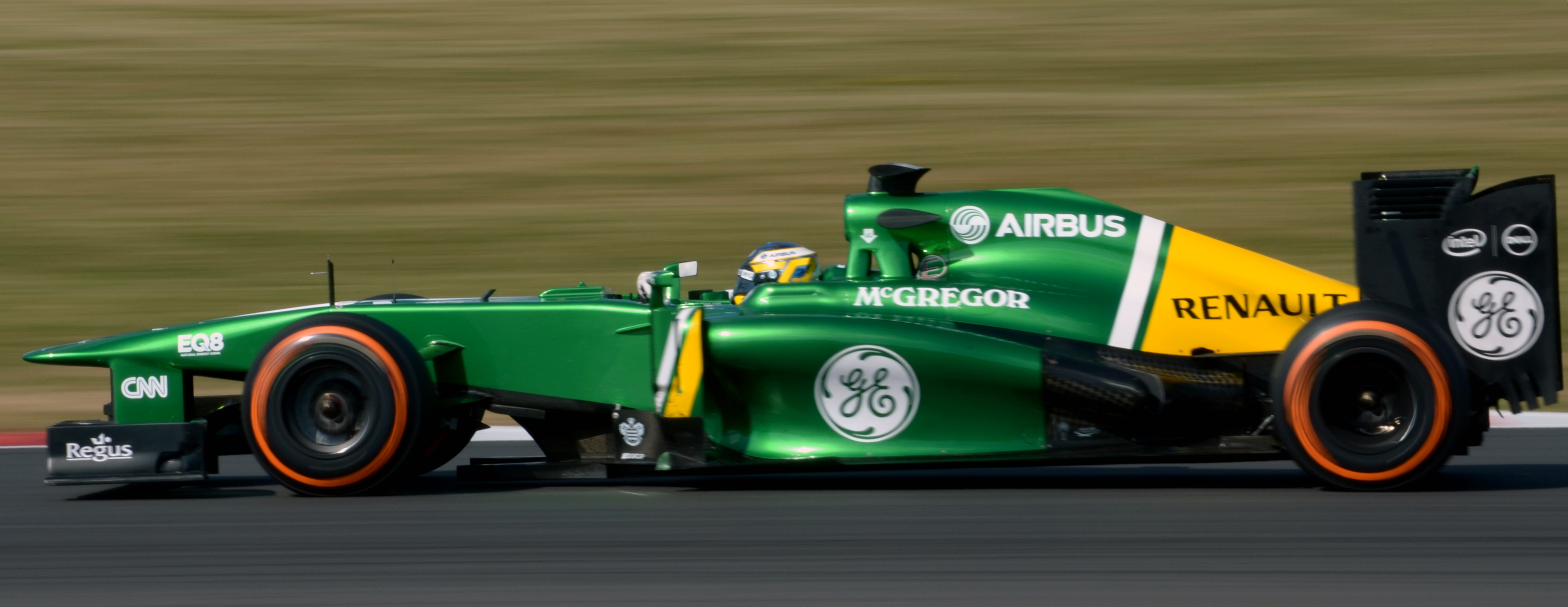
ケータハム F1

2011年4月27日、マレーシアの実業家であり、格安航空会社エアアジアのCEOであるトニー・フェルナンデス率いるF1チーム、チーム・ロータスにより買収され、オーナーは同一人物ではあるがスポンサーという形でF1に参入した。2012年よりチーム・ロータスは「ケータハムF1チーム」と改名して参戦したが、2014年にフェルナンデスが同チームを投資家グループに売却し、F1から撤退した。
2013年10月15日、ケータハム・グループとして、ロードレース世界選手権のMoto2クラスに2014年シーズンより参戦することを発表した。最初の2年間はスッターの車両を使用し、3年目からは自社製の車両でレースに臨むとしている。
2021年4月1日付で、日本総輸入元であるエスシーアイを子会社に持つVTホールディングスが全株式を取得し、ケータハムは同社の完全子会社となった。

## ビジネス

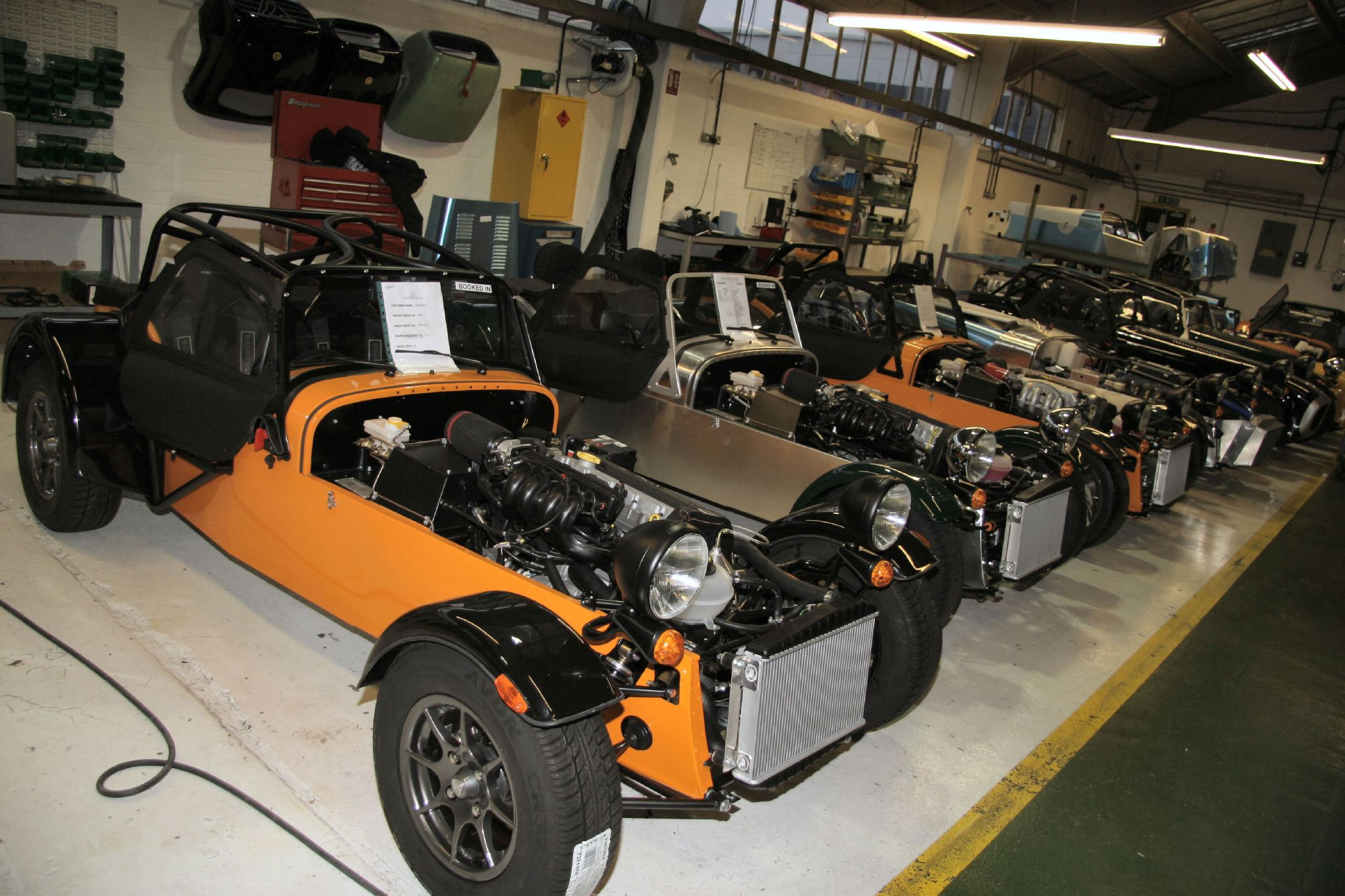
ケータハム・カーズの生産工場　車は手作りで制作される

本社のあるケイタラムにショールームとオフィス、ミッドランド（レスター郊外）にショールームとワークショップ、ダートフォードに工場などの生産拠点を構える。
自動車メーカーの工場としては非常に小規模であり、メインファクトリーには通常25名の従業員がいる。流れ作業式の生産ラインはなく、少量多品種生産に適したブース方式が採用されている。ひとつのブースあたり通常2名の作業者が1台のクルマを手作業で組み立てていく。ケータハム・モータースの全従業員数は100人以下である。

## 車体の種類
シリーズ3（S3）
アルミボディのロータスセブンS3の設計を受け継いだ通常のセブン（5.7cmロングコックピット仕様を含む）。
シリーズ4（S4）
FRPボディを持つバギーカー風のモデル。前述のとおり、早い段階で生産中止となった。
シリーズ5（SV）
大柄なユーザーのために幅広で大型のフレームを使ったモデル。
シリーズ6（CSR）
SVのフレームを再設計し、サスペンション形式や空力を進化させたモデル。

## パワートレイン

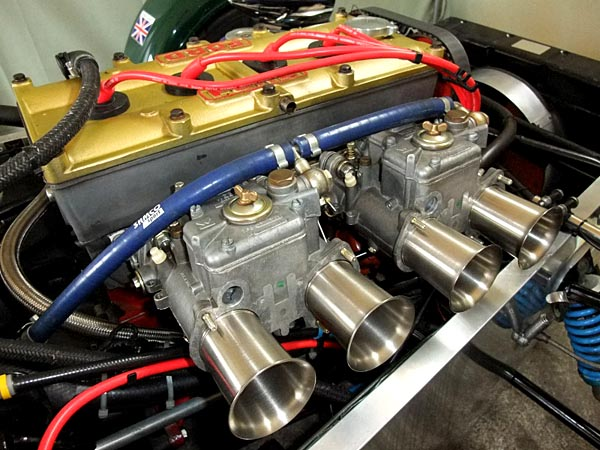
コスワースBDRエンジン
（金色のカムカバーはオプション）

エンジンはフォードなど色々な自動車メーカーから供給を受け、独自のチューンを行って搭載している。セブンのエンジンルームはシンプルな台形の鋼管パイプによるスペースフレームであり、キットカーとしてユーザーがある程度自由にエンジンを選択できる設計のため、エンジンバリエーションは非常に多彩である。最もユーザー数が多いシリーズ3を見ても、街乗りで使える比較的おとなしいストリートモデルから、スーパーカーを追い回すほど過激なモデルまであるが、フレームなど車体自体はパワーの大小に関わらず基本的に同じ物を使用している。
将来的に内燃機関の使用が困難になる見込みでもあるため、電気自動車（EV）版の開発も進めており、2023年頃の発表を目指している。既にプロトタイプは存在しており、（2021年現在の）最高峰モデルである620Rと同程度の加速性能を確保しているという。一方で「可能な限り内燃機関を存続させる」意向も示している。

## 車種

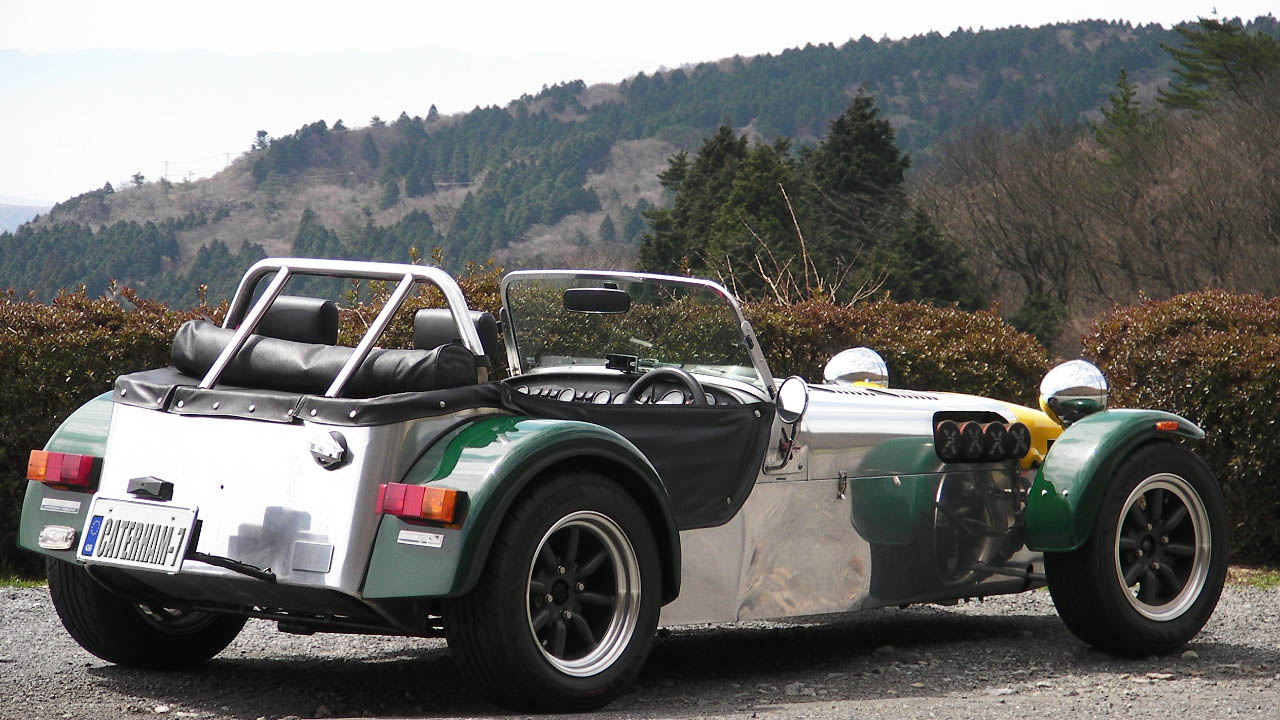
Caterham Seven 1700BDR-S 1991

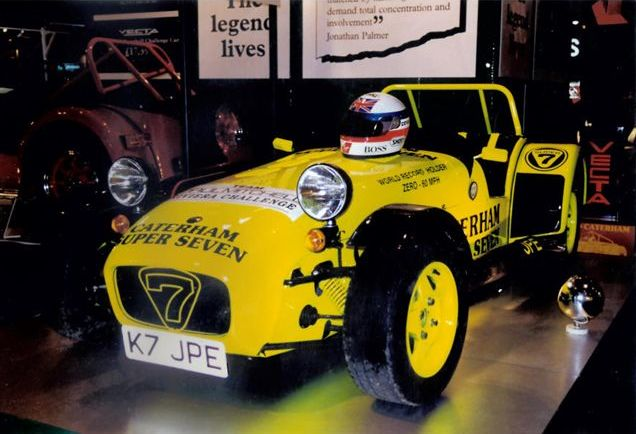
JPEエディション

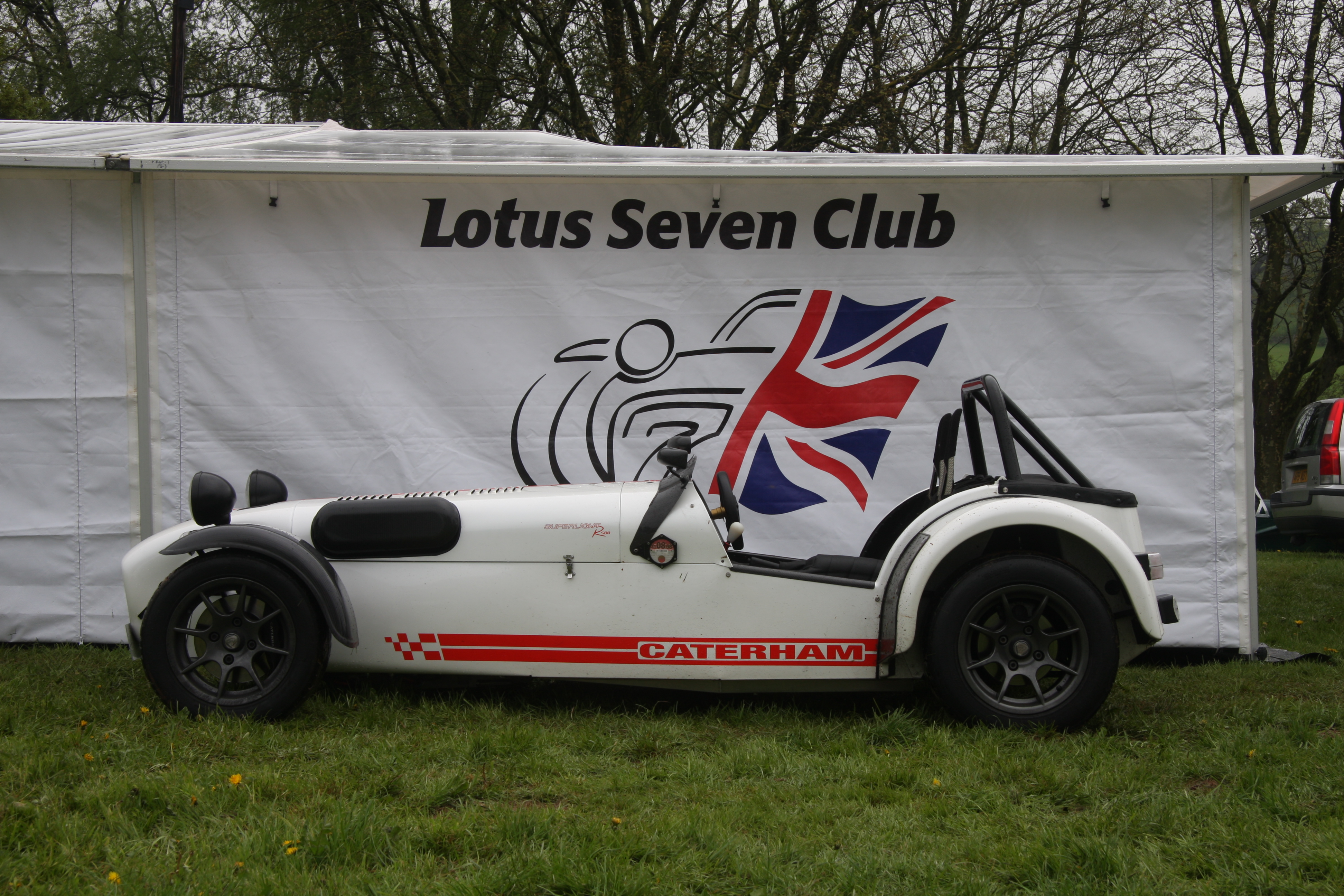
Caterham Superlight R500

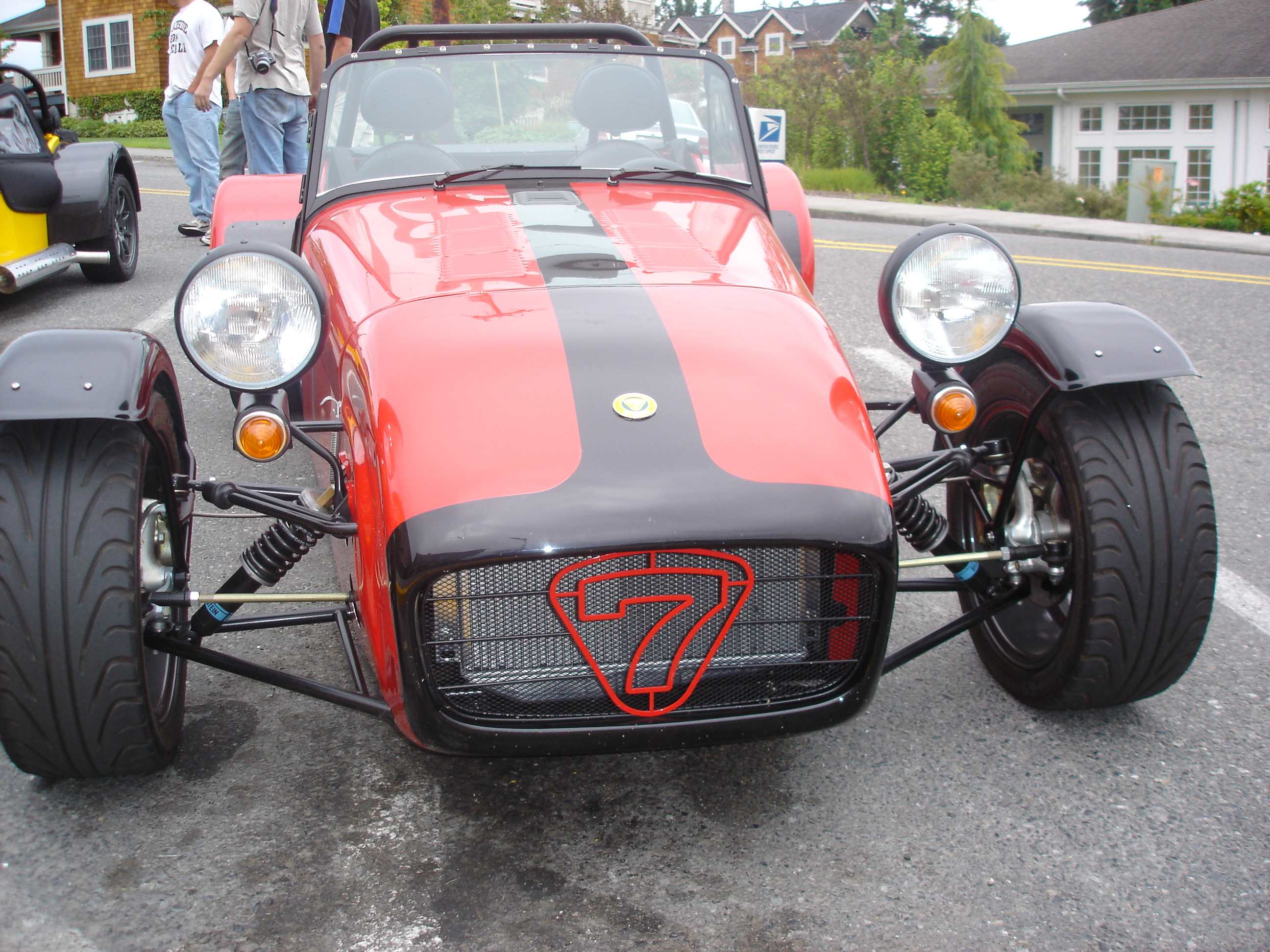
車体が大きいSVモデル

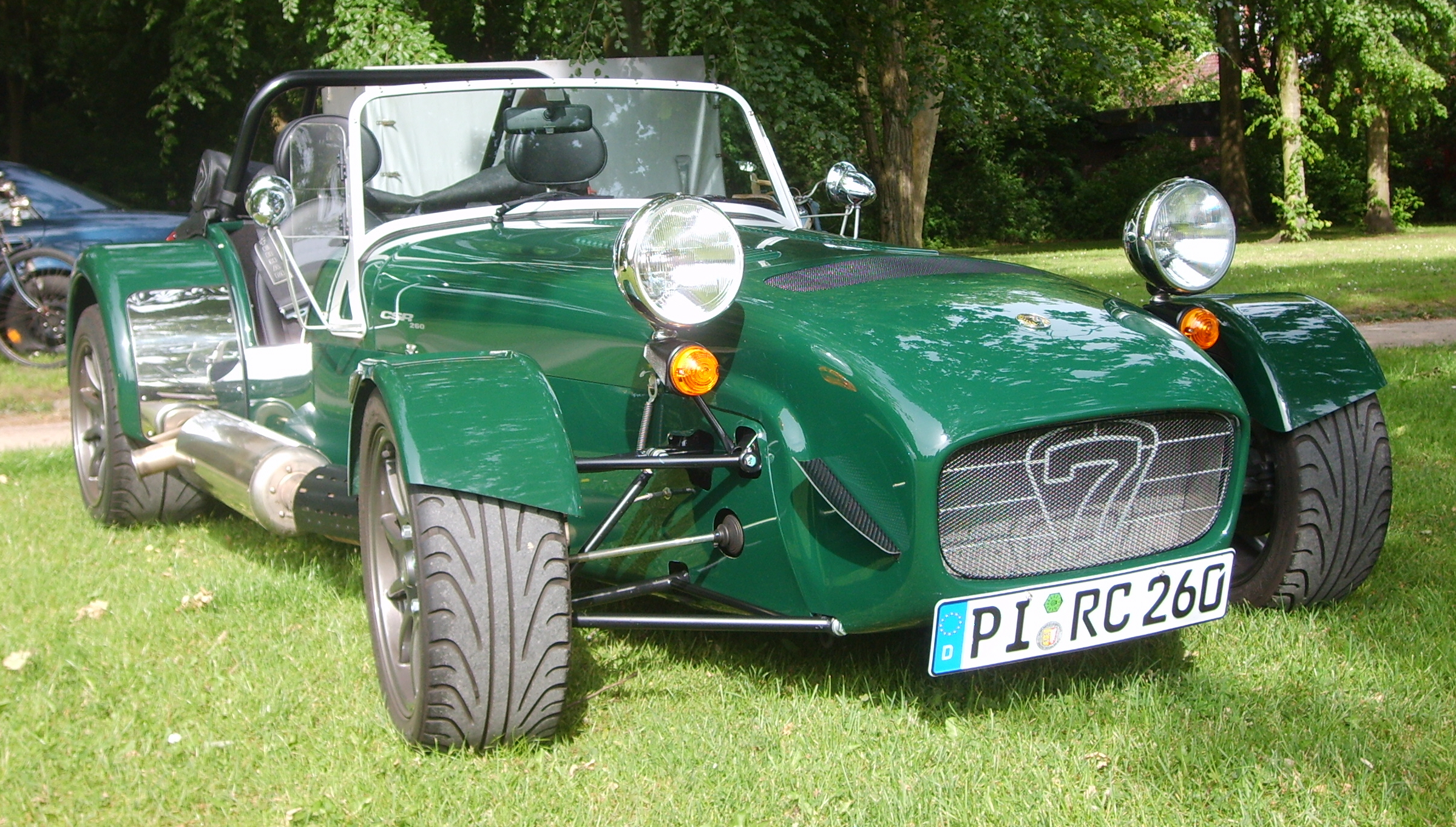
インボードサスになったCSRも車体が大きい

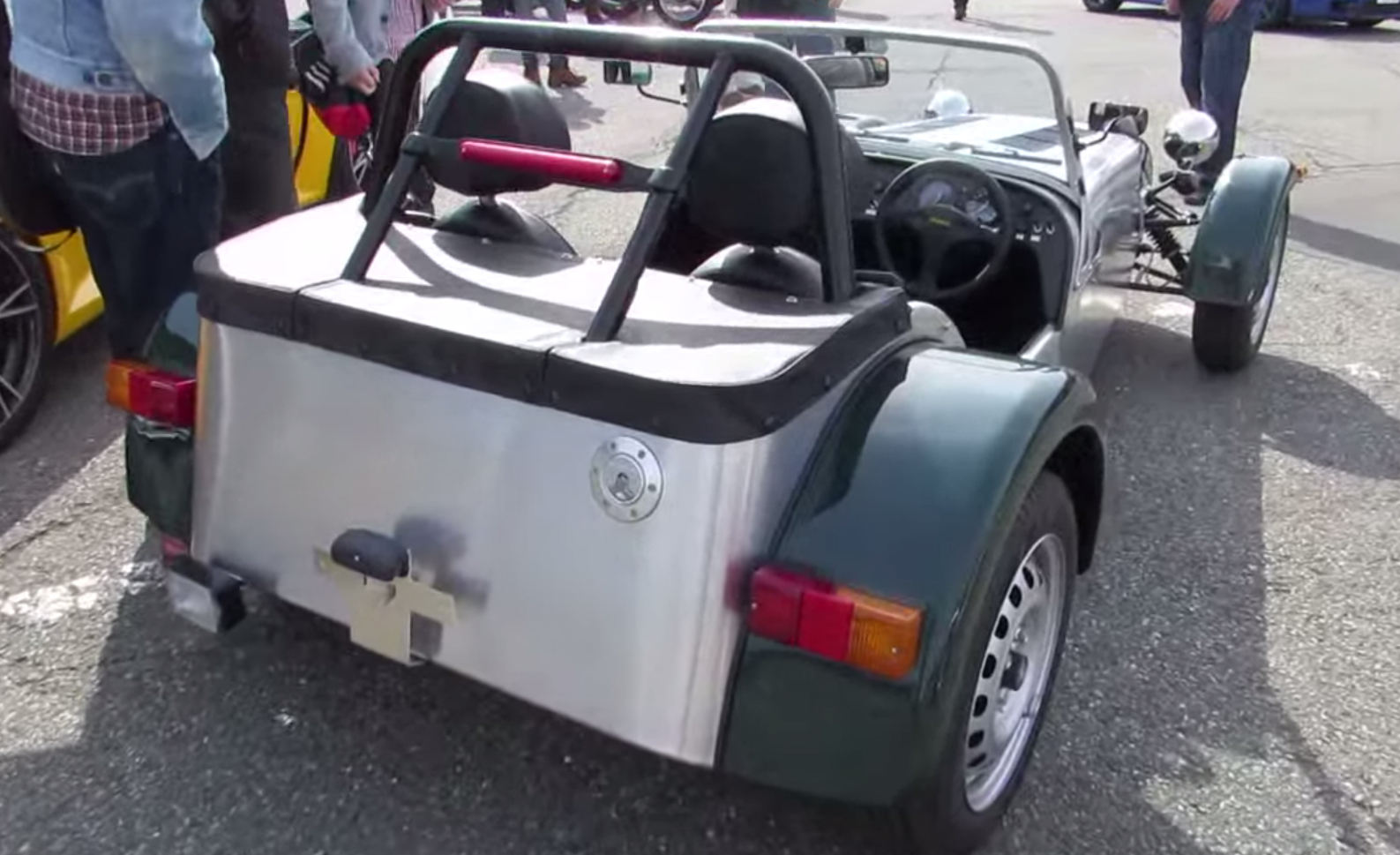
軽自動車のSEVEN 160

初期のケントモデル
1,300cc（72PS）や、1,600cc（86PS）のフォード製OHVクロスフローの通称ケントエンジン〈英語版〉搭載モデル。
ロータスツインカムモデル
ロータス製8バルブDOHC1600cc（121PS）ロータスツインカム〈英語版〉搭載モデル。このエンジンはチャップマンの没後にロータス・カーズのCEOとなったマイク・キンバリーが手がけたエンジンで、シリンダーブロックはケントエンジンを使用している。
1700 SS（スーパースプリント）
135psまでパワーアップされた1,700ccのOHVケントエンジンを積むモデル。
1600 BDR・1700 BDR-S

1983年発表。コスワース製16バルブDOHCエンジン搭載モデル。このエンジンはコスワースBDAを基にしており、シリンダーブロックはケントエンジンを使用している。1,600cc（120ps）と、BDR-Sと呼ばれる1,700cc（150ps・170ps）の2機種がある。
ボクスホールモデル

16バルブ・ボクスホール2,000ccエンジン（160ps・200ps）搭載モデル。シリンダーヘッドはコスワースの設計。よりスポーツ走行に適したボクスホールレーシングと言うモデルも生まれた。1992年にはパワーを250psまで高めたJPE（ジョナサン・パーマーエヴォリューション）が最速モデルとして限定販売され、1992年に0 - 100マイル毎時の市販車最速記録を樹立。
Kエンジンモデル

1991年発表。ローバーKシリーズエンジンを積むモデル。重量の軽減と共に、電子制御インジェクション化され、ヒーター配管の合理化が図られた。排気量は1.4L、1.6L、1.8Lと拡大され、スタンダードなKクラシックやロードスポーツの他、軽量化したスーパーライトシリーズが生まれた。サーキット走行に適したKレーシング（225ps）、そして1999年にKシリーズ最強モデルであるスーパーライトR500（230hp、のちに250hp）がデビューし、ニュルブルクリンク北コースで市販車最速ラップを更新した。ちなみに、R500の名前は、1トンあたり500hpのパワーウェイトレシオを持つことに由来する。
ケータハム・ブラックバード
2000年発表。ホンダ・CBR1100XXスーパーブラックバードのエンジンを搭載したモデル。170hpで重量422kgのスペックを持つ。ごく少数のみ製作された。
SVシリーズ

2000年発表。大柄なユーザーのためのモデル。幅が広く全長も長い「シリーズ5」シャシーを持ち、通常モデルより広いコックピットを持つ。
CSRシリーズ

2005年発表。「シリーズ6」シャシーを持つモデル。構造を再設計し大型化、剛性アップと新構造のサスペンション（インボード式）や、新デザインのメーターパネル、空力性能の向上などが行われている。2,000cc（200hp）、または2,300cc（260hp）フォード・コスワースDuratecエンジンを搭載。
RST-V8 Levante（レバンテ）
2008年発表。スズキ・GSX1300Rハヤブサのエンジンを2基合体させV8化したエンジンを搭載した、RSパフォーマンス社との共同開発で生まれた規格外のモデル。スーパーチャージャーで過給し、2,400ccの排気量から550hpのパワーを発揮する。8台限りの限定販売で、パワーウエイトレシオは1,074hp/tにも達する。
シグマ・デュラテック モデル
フォード製16バルブDOHCエンジンのシグマ（1,600cc）・デュラテック（2,000cc）搭載モデル。右側に排気管が出ているのが特徴。基本モデルである「ロードスポーツ200（1.600cc・120hp）」及び「ロードスポーツ300（2,000cc・175hp）」、 スポーツ走行に適したスーパーライト「R200（1,600cc・120hp）」「R300（2,000cc・175hp）」「R500（2,000cc・263hp）」がある。
SEVEN 160 / 165 / 170

軽自動車規格のセブン。2013年発表、2014年販売開始。チューニングしたスズキ・ジムニーの660ccエンジン、K6A（3気筒ターボ）と5速MTを採用。スズキ・エブリイのリアアクスルを使って幅を狭め、タイヤとフェンダーを細身にして全幅を軽自動車サイズに納めており、日本では軽自動車登録が可能。イギリス向け・日本向けは160、欧州向けは165を名乗る。
2013年11月の初回発表時には日本仕様のみ名称が「130」で、馬力も軽自動車の自主規制に合わせた64馬力に落とした上で生産されていたが、2014年3月に日本でも「160」を発表、4月より販売。他国向けと同じ80馬力に改められた。
2017年11月には限定モデルとして「スーパースプリント」が発表され、同一エンジンながらチューンアップにより最大出力が96psにまで引き上げられている。2021年6月にSeven 160の製造が終了。
2021年9月23日、日本国内でスズキ・R06Aエンジンを搭載したSEVEN 170S/170Rを販売した。
SEVEN 270・480・620R
フォード製16バルブDOHCエンジン搭載モデルは、仕様の違いによりSEVEN 270・480・620Rと呼ばれるようになった。スペックは270がシグマ（1,600cc・135hp）、480がデュラテック（2,000cc・240hp）、最強モデルの620Rがデュラテック＋スーパーチャージャー（2,000cc・310ps）で車重545kgである。また、スーパーライトシリーズの20周年記念車であるスーパーライト20が20台限定で発売された。シグマ（1,600cc）エンジンを搭載し、重量は498kgである。

### セブン以外の車種

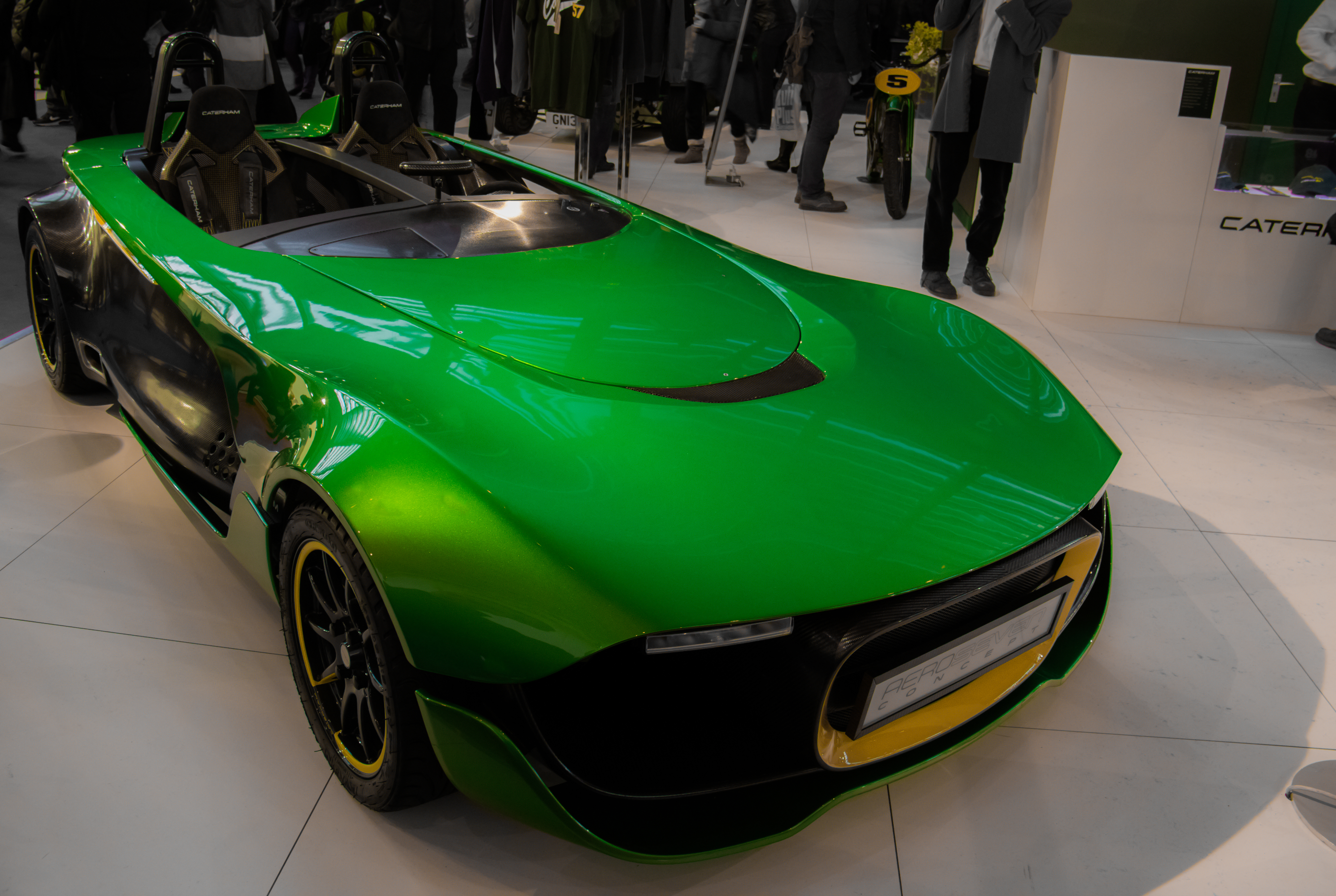
エアロセブンコンセプト

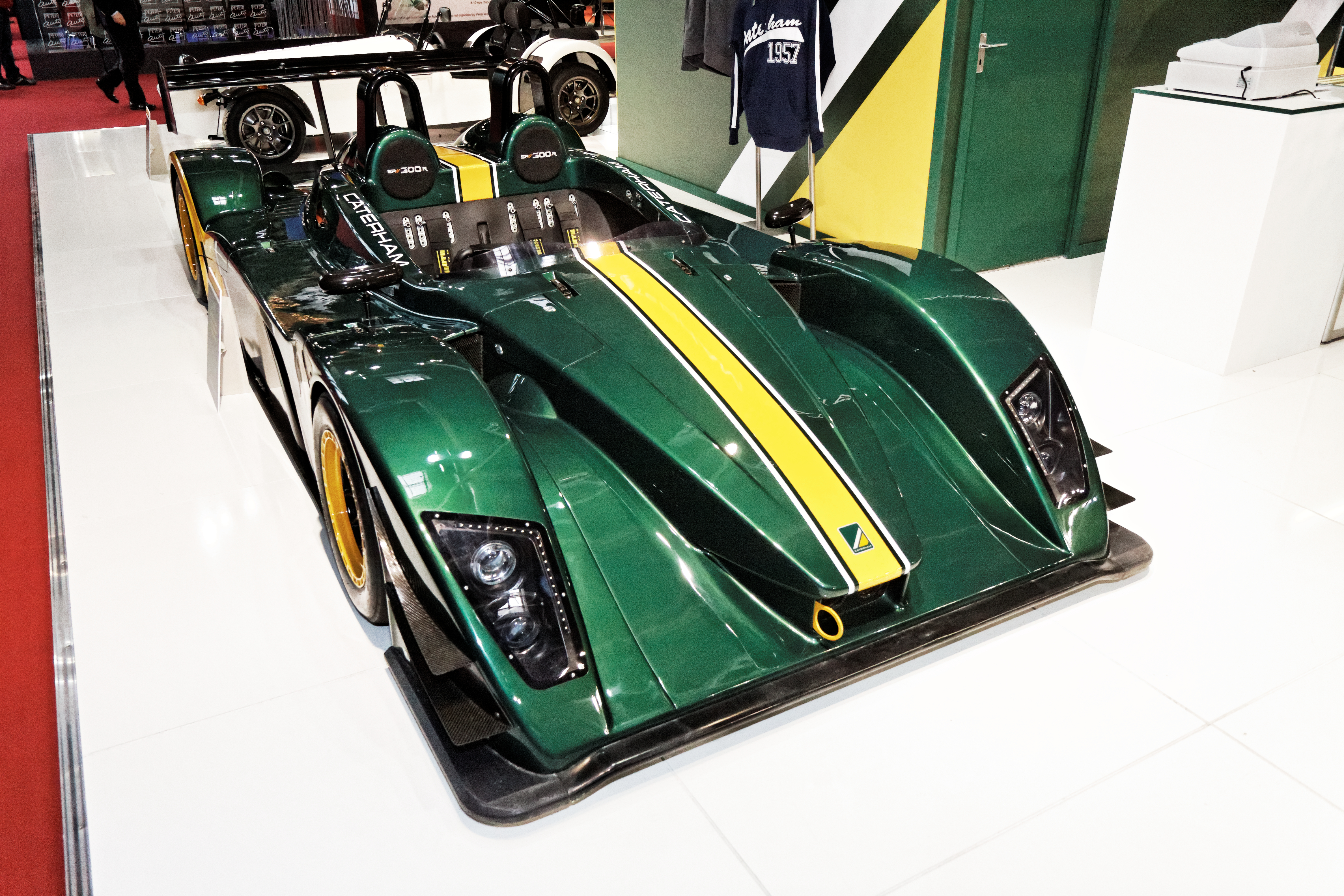
SP 300.R

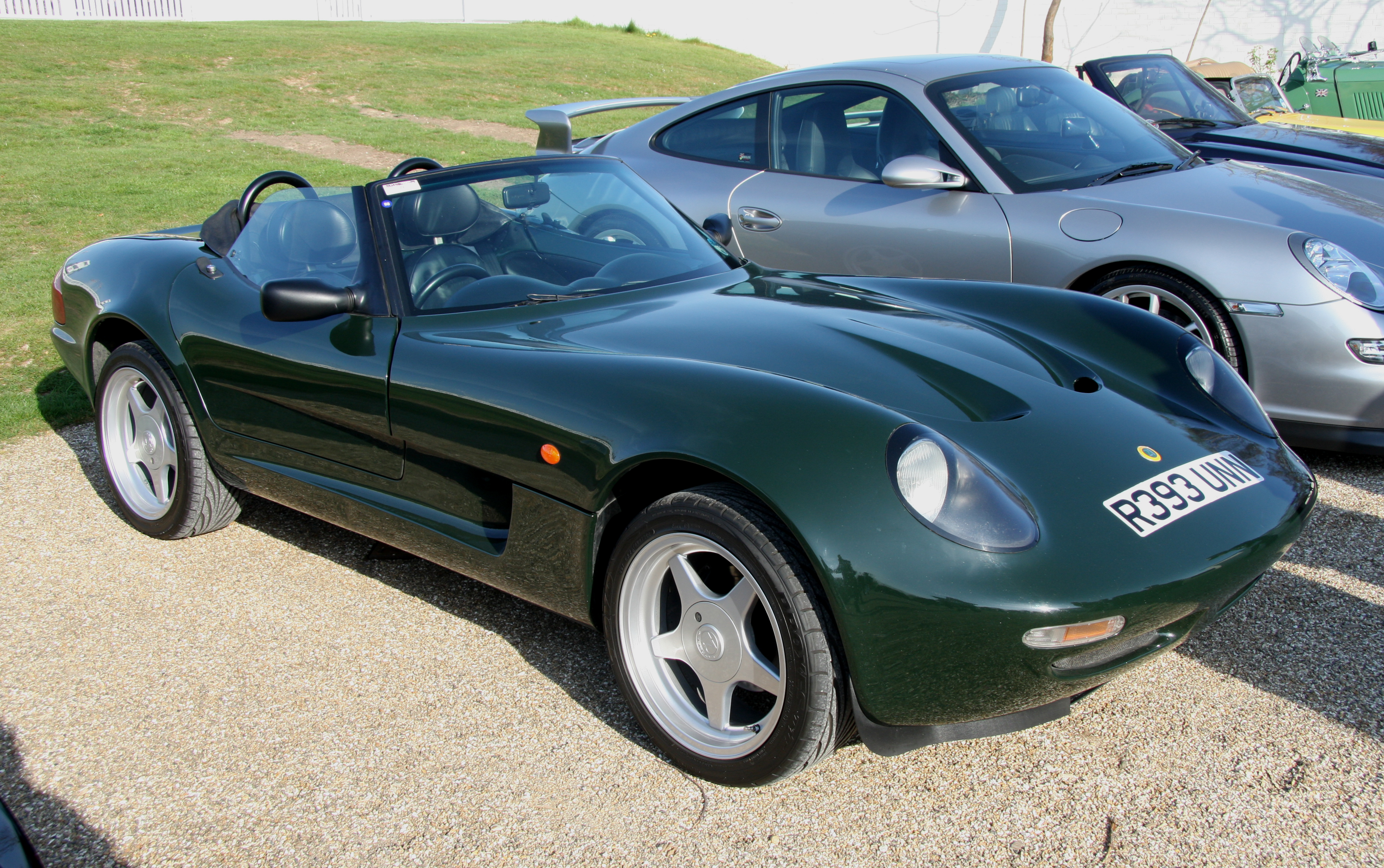
Caterham 21

セブンによく似たフレームに流麗なボディを被せたライトウェイトスポーツカー。少量のみ生産された。ローバーKあるいはボクスホールエンジンを使用する。パワーは115 - 230hp。
エアロセブン

CSRのシャシーの上にカーボンファイバー製ボディを被せたコンセプトカー。2013年発表。パワーは240hp、重量は600kgとされている。
Caterham SP 300.R

ローラ・カーズ設計の車体に、ケータハムチューンのデュラテック（2,000cc・305hp）を搭載するレース専用車両。

## その他
- ロータス製と区別する必要がある場合は、ケータハム・7と呼ばれている。ケータハム以外にも、多くの国で50を超える多くのメーカーが、このセブンを始祖とする車両（いわゆるレプリカ）を生産している。

（参考）ロータス・セブン#主な7およびニア7メーカー
- 創業者であるグラハム・ニアーンは、2009年10月24日、76歳で死去した[22]。